# Peeter Danckers de Rij
Peeter Danckers de Rij (ur. 1583 lub 1605 w Amsterdamie, zm. 9 sierpnia 1661 w Rudnikach) – holenderski malarz wczesnego baroku, od około 1635 czynny w Polsce, nadworny malarz króla Władysława IV Wazy.

## Życie i twórczość

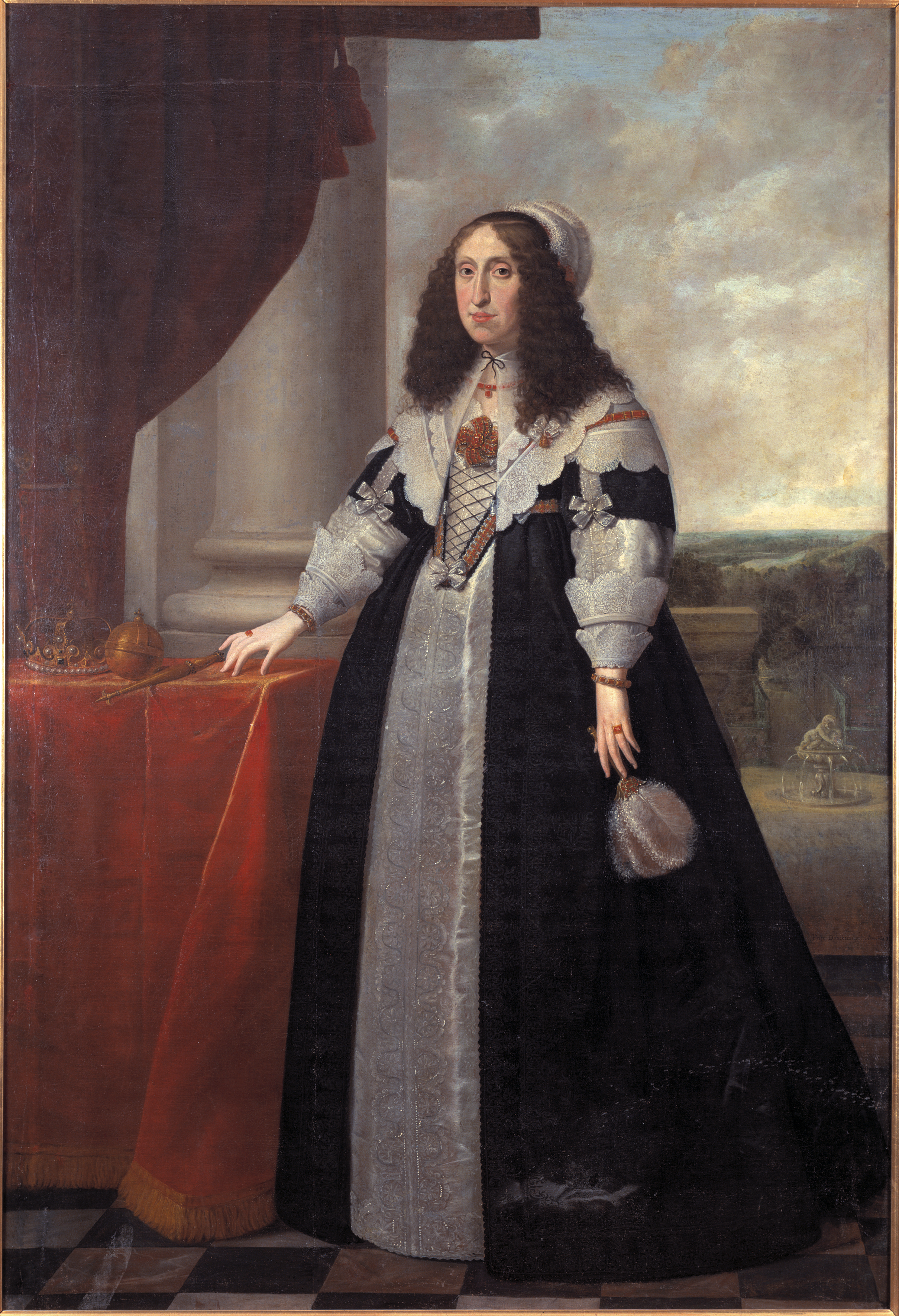
Portret przedstawiający Cecylię Renatę Hansburżankę, 1611–1644, arcyksiężnę austriacką, królowę Polski

Przybył do Polski w połowie lat 30. XVII w. Około 1635–1637 został zaangażowany przez króla Władysława IV jako portrecista w związku z szeroko zakrojonymi wówczas pracami przy ozdabianiu królewskich siedzib w ramach przygotowań do ślubu króla z Cecylią Renatą Habsburżanką. Działał w Warszawie, Gdańsku i Wilnie. Danckers portretował rodzinę królewską, przedstawicieli szlachty i patrycjatu. Tworzył wizerunki reprezentacyjne, które miały na celu ukazanie statusu portretowanego, stąd też dbałość o ukazanie przepychu ubioru i odpowiednich atrybutów, najczęściej przedstawionych na tle pejzażu.
Szczególnie piękny jest wykonany przez niego w tym okresie portret podkomorzego Adama Kazanowskiego z 1638, bogaty w soczyste czerwienie, subtelny w prowadzeniu światła, prosty w kompozycji i bezbłędny w rysunku. Około 1639 Danckers de Rij namalował konne portrety Władysława IV i Cecylii Renaty, zaś po 1649 jeszcze konny portret Jana Kazimierza do pokoju Audiencyjnego Zamku Królewskiego w Warszawie.
Był także autorem 22 ośmiokątnych portretów na blasze wyobrażających przodków i koligatów Władysława IV z rodziny Wazów, Jagiellonów i Habsburgów, określanych w dawnych inwentarzach jako „Jagiellońska familia”. Portrety te dekorowały Pokój Marmurowy Zamku Królewskiego. Z serii tej ocalało pięć portretów – trzy w Nieborowie, jeden w Moskwie i jeden w Wilnie.
Danckers przybył do Polski jako ukształtowany już artysta i wywarł ogromny wpływ na rodzime malarstwo portretowe. Większość jego obrazów nie zachowała się i znana jest tylko ze sztychów Jeremiasza Falcka i Wilhelma Hondiusa. Rozproszone prace znajdują się w kolekcjach europejskich – m.in. muzeach Brukseli, Amsterdamu, Brunszwiku, w szwedzkim Gripsholmie i duńskim Frederiksborgu, a także w  Muzeum Narodowym w Gdańsku (Portret młodego mężczyzny z panoramą Gdańska w tle, Portret mężczyzny oraz Portret kobiety - wszystkie z ok. 1640). Jeden z najsłynniejszych portretów - wizerunek królowej Cecylii Renaty, znany do niedawna tylko ze sztychu, znaleziono w Moskwie, dokąd trafił ze zbiorów  Uniwersytetu Wileńskiego.
Dorobek twórczy poświadcza techniczną sprawność artysty, ukazującego portretowanych całopostaciowo na płótnach wielkoformatowych, przy czym reprezentacyjne ujęcie łączył z konkretną obserwacją. Wiadomo, iż poza tym malował obrazy religijne; być może zajmował się też malarstwem freskowym
W Polsce malarz spędził ćwierć wieku, aż do śmierci w 1661. Artysta został napadnięty i śmiertelnie raniony w Rudnikach pod Wilnem. Według anegdotycznego przekazu talent portrecisty dopomógł w schwytaniu złoczyńców, ostatnią bowiem pracą artysty były szkice przedstawiające oprawców.

## Wybrane prace
- Portret młodego mężczyzny w stroju myśliwskim, 1635
- Portret podkomorzego Adama Kazanowskiego, 1638, Zamek Królewski na Wawelu, Kraków
- Portret króla Zygmunta II Augusta z ok. 1640
- Portret królowej Cecylii Renaty na koniu z ok. 1641
- Portret Jerzego Ossolińskiego, po 1943, Zamek Królewski w Warszawie

## Galeria

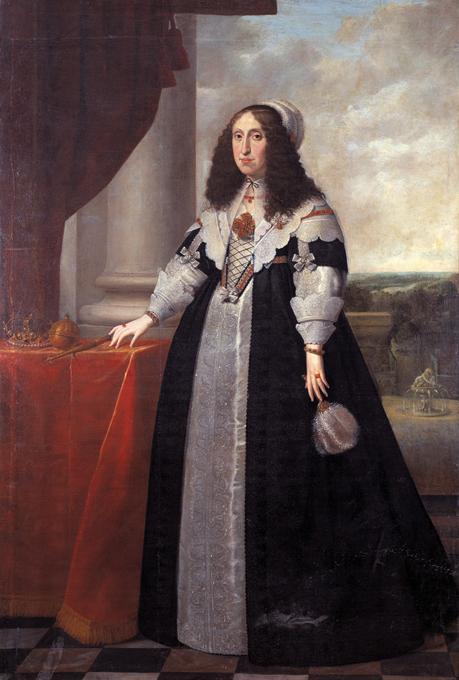
Portret królowej Cecylii Renaty, ok. 1639
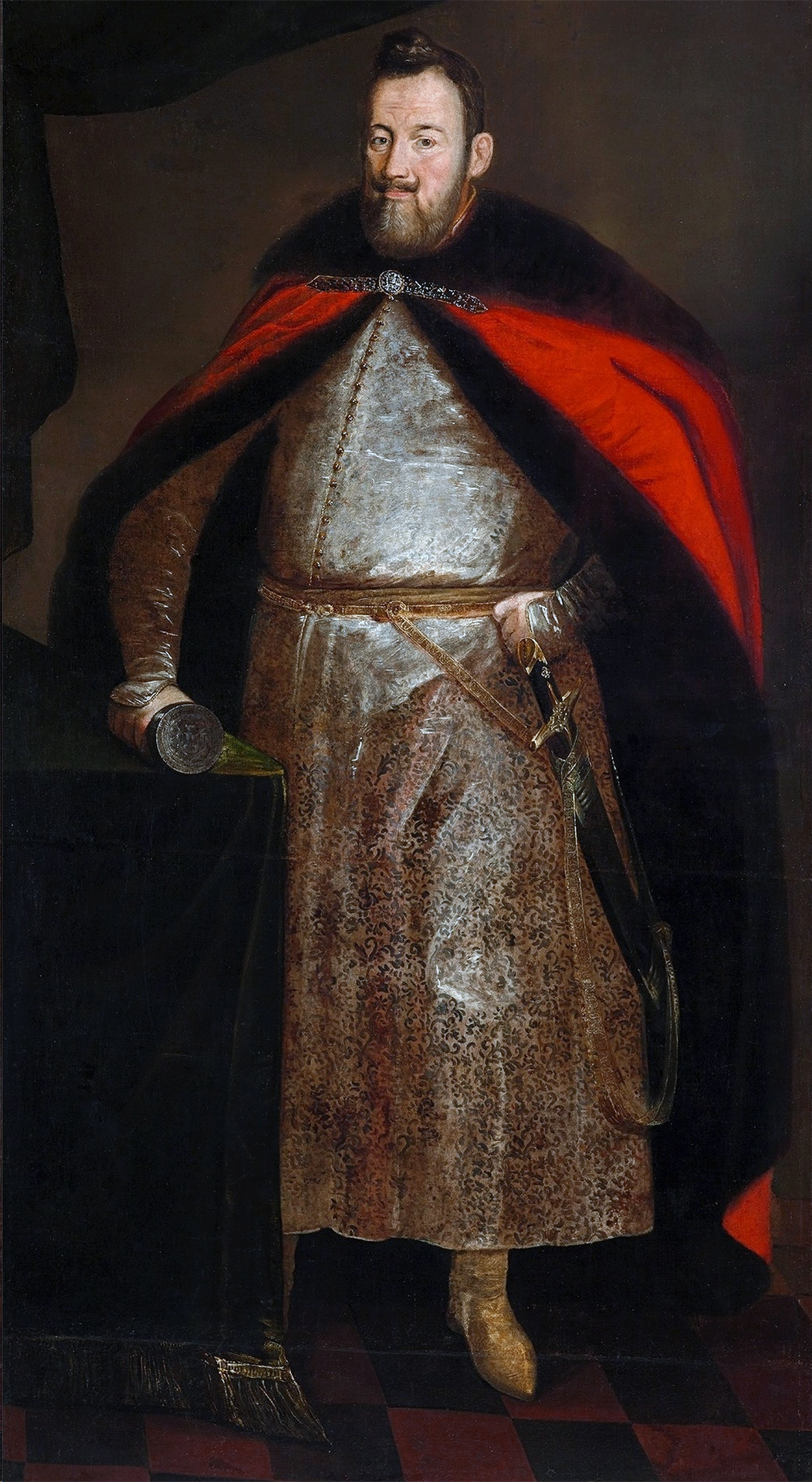
Portret Jerzego Ossolińskiego, po 1643
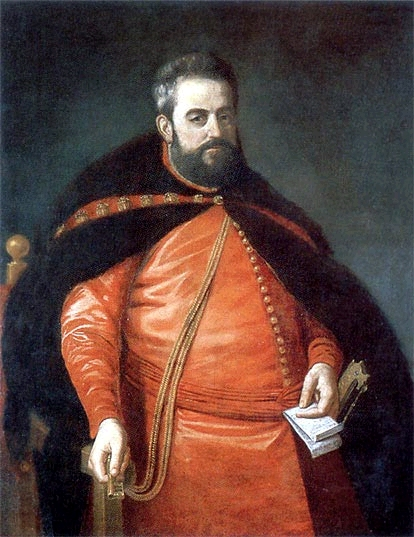
Portret Adama Kazanowskiego, 1638
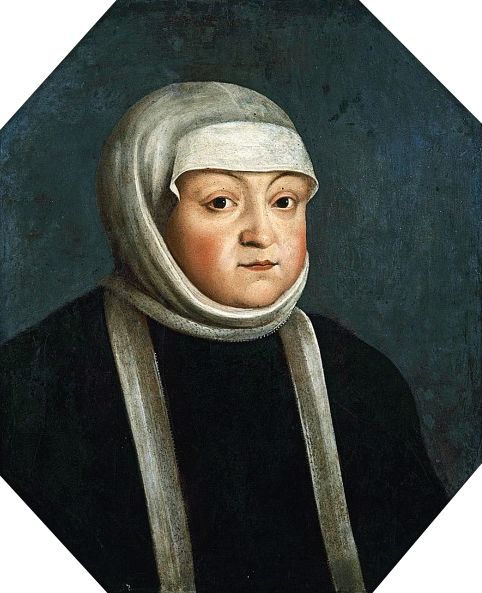
Królowa Bona Sforza
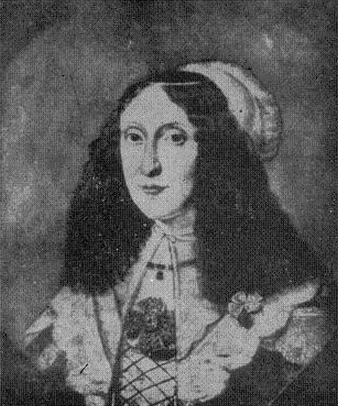
Królowa Cecylia Renata